# Каскад ГЕС на Драві

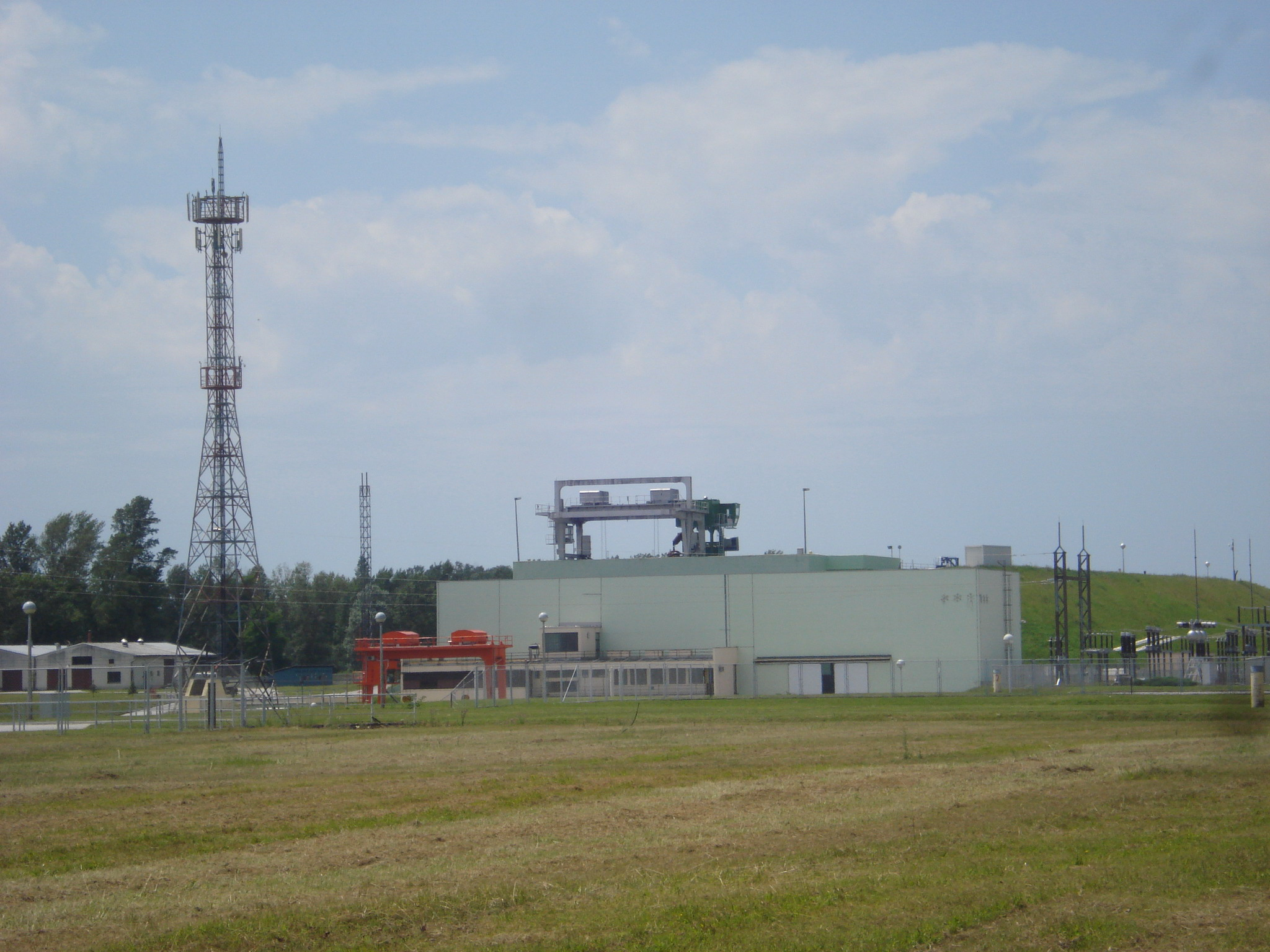
ГЕС Чаковець

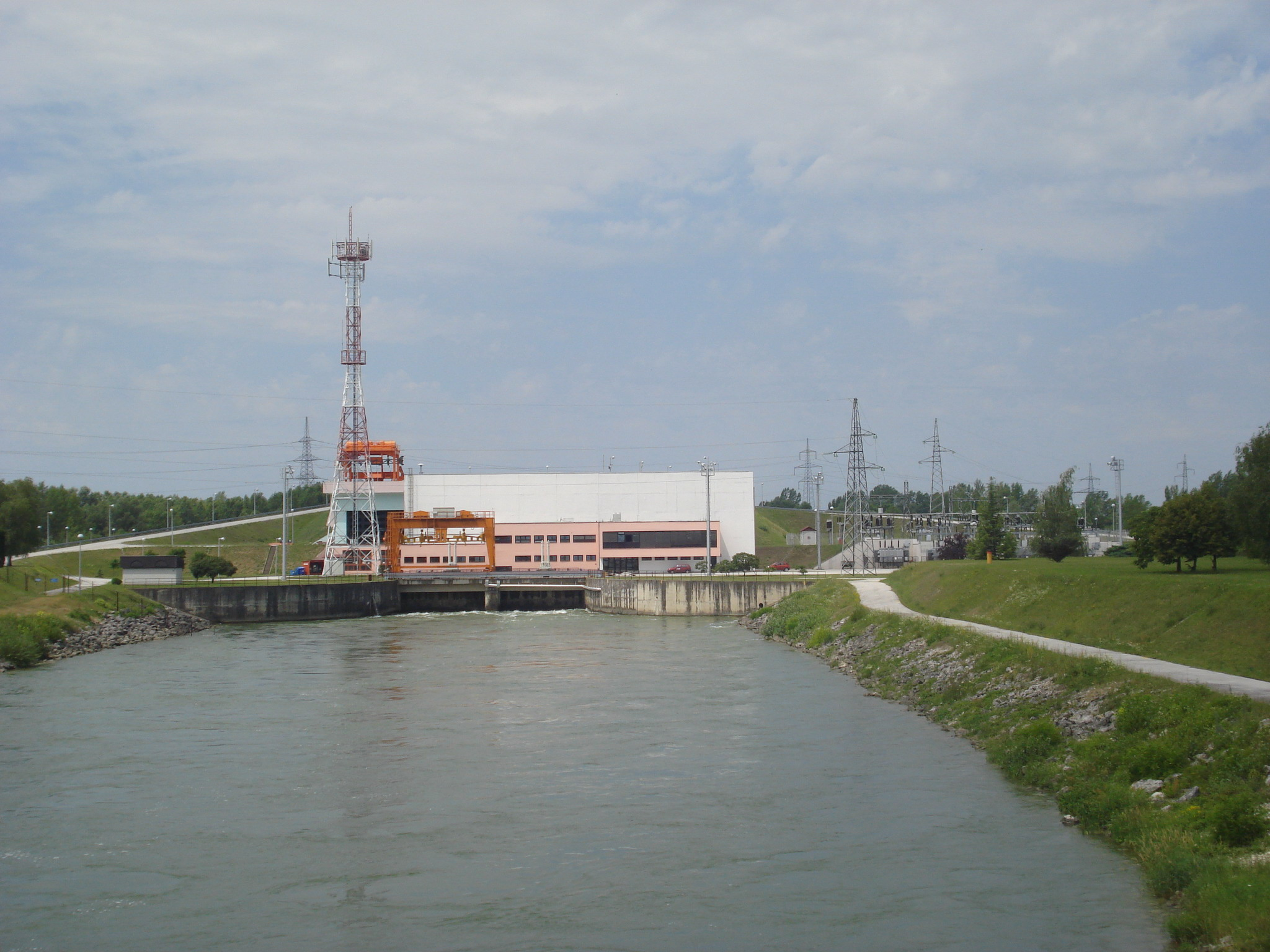
ГЕС Дубрава

На початок ХХІ сторіччя існує 22 ГЕС на річці Драва. ГЕС перераховані починаючи з верхів'їв:
| Dam                      | Встановлена потужність (MW) | Щорічне вироблення (Mio. kwh) |
| ------------------------ | --------------------------- | ----------------------------- |
| ГЕС Амлах                | 60                          | 219                           |
| ГЕС Патерніон            | 24                          | 95                            |
| ГЕС Келлерберг           | 25                          | 96                            |
| ГЕС Філлах               | 25                          | 100                           |
| ГЕС Розегг-Ст. Якоб      | 80                          | 338                           |
| ГЕС Файстриц-Лудмансдорф | 88                          | 354                           |
| ГЕС Ферлах-Марія Райн    | 75                          | 318                           |
| ГЕС Аннабрюкке           | 90                          | 390                           |
| ГЕС Едлінг               | 87                          | 407                           |
| ГЕС Швабек               | 79                          | 378                           |
| ГЕС Лафамюнд             | 28                          | 156                           |
| ГЕС Дравоград            | 26.2                        | 142                           |
| ГЕС Вузениця             | 55.6                        | 247                           |
| ГЕС Вухред               | 72.3                        | 297                           |
| ГЕС Озбалт               | 73.2                        | 305                           |
| ГЕС Фала                 | 58                          | 260                           |
| ГЕС Мариборскі Оток      | 60                          | 270                           |
| ГЕС Златоличе            | 126                         | 577                           |
| ГЕС Формін               | 116                         | 548                           |
| ГЕС Вараждин             | 86                          | 476                           |
| ГЕС Чаковець             | 75.9                        | 400                           |
| ГЕС Дубрава              | 84                          |                               |

## Словенія
Спорудження першої гідроелектростанції на словенській ділянці Драви розпочалось ще 1913 року, а в експлуатацію ГЕС Фала була введена через п'ять років. Станція руслового типу з розташуванням турбінного цеху на прибережній ділянці первісно мала 5 гідроагрегатів. Для задоволення зростаючого попиту на електроенергію у 1925 р. ввели шостий, а у 1932 р. сьомий гідроагрегат.
Наступна електростанція на Драві з'явилась під час другої світової війни. Початок будівельних робіт на ГЕС Дравоград припав на 1941, введення в дію двох гідроагрегатів на 1944. Конструктивне вирішення станції відрізнялось від попередньої — вона також належала до руслового типу, проте гідроагрегати рівномірно розташовувались уздовж греблі на спеціальних пірсах, розділених водозливами. Разом з ГЕС Лафамюнд, спорудженою тоді ж вище по течії Драви на австрійській території, Дравоград став першою електростанцією в Європі з пірсовим розташуванням гідроагрегатів. У квітні 1945 станція зазнала серйозних пошкоджень внаслідок авіабомбардувань. Відновлення ГЕС завершилось у лютому 1946, а у 1955 тут був запущений третій і останній гідроагрегат.
Кілька наступних станцій каскаду повторювали апробований на Дравограді пірсовий тип розташування турбін. Першу з них — ГЕС Мариборскі Оток — почали споруджувати також в роки 2-ї світової війни. Проте станом на травень 1945 ступінь її готовності складала лише 30 %. Повоєнна добудова затягнулась більш ніж на десятиріччя, так що перший гідроагрегат запустили в 1948 році, другий у 1953-му, а третій лише в 1960 році.
Так само по 3 гідроагрегати на пірсах мали започатковані у перші повоєнні роки ГЕС Вузениця (споруджена в 1947—1957 роках), ГЕС Вухред (1952—1958) та ГЕС Озбалт (1957—1960).
Усі названі вище станції були споруджені на ділянці Драви вище міста Марібор, починаючи від якого річка виходить з вузької долини. Як наслідок, для створених нижче Марібора електростанцій обрали інший тип — дериваційний. Побудована у 60-х роках ГЕС Златоличє стала найбільшим за потужністю об'єктом дравського каскаду. Її комплекс складається з водосховища Мел'є протяжністю 6,5 км (повністю знаходиться в межах міста Марібор, для захисту якого від заливу споруджені бетонні дамби), підвідного каналу довжиною 17,2 км (частково підземного, але переважно піднятого на насип вище рівня навколишньої місцевості) та відвідного каналу довжиною 6,2 км (за виключенням 300 метрів він збудований у підземному виконанні). На відміну від попередніх п'яти ГЕС, на Златоличє працюють два гідроагрегати.
Так само два агрегати має останньою ГЕС дравського каскаду Формін, введена в дію 1978 року. Вона дещо поступається ГЕС Златоличє за виробітком електроенергії, проте має найбільше водосховище на словенській ділянці Драви, так зване озеро Птуй утворене греблею Марковці. З метою захисту навколишньої місцевості від заливання поза огороджуючими водойму дамбами прокладені дренажні канали, а для приборкання високих хвиль, які може викликати сильний вітер, в окремих місцях споруджені захисні стіни. Також до складу комплексу входить підвідний канал довжиною 8,1 км, прокладений переважно по піднятому над оточуючою місцевістю насипу (окрім забезпечення роботи ГЕС, він також має 7 шлюзів іригаційного призначення) та відвідний канал довжиною 8,5 км (так само як на Златоліце, за виключенням 300 метрів траса збудована у підземному виконанні).
Зарегулювання стоку Драви зменшило пікові значення витрат води. Як наслідок з'явилась можливість модернізувати побудовану першою ГЕС Фала, замінивши один з її п'яти водозливів на восьмий гідроагрегат. Проєкт реалізували у 1977 році.
Проте насправді масштабні роботи з реабілітації каскаду ГЕС розпочались у 90-х роках. В 1991—1995 на ГЕС Фала замінили сім гідроагрегатів, встановлених до 1932 року, на два сучасних. На восьмому гідроагрегаті, введеному в дію менше двадцяти років тому, виконали заміну турбіни. До кінця 20 століття ще встигли провести оновлення станцій Дравоград, Вузеніца, Мариборскі Оток та Озбалт. Роботи продовжились і надалі — 2005 року завершили реконструкцію ГЕС Вухред, а з 2007 по 2012 модернізували найпотужнішу станцію каскаду Златоличе.
Внаслідок проведених робіт потужність каскаду ГЕС на Драві досягла 587 МВт, а річне вироблення електроенергії 2646 кВт·год, в тому числі за станціями: Златоличе 126 МВт і 577 млн кВт·год, Формін 116 МВт і 548 млн кВт·год, Озбалт 73 МВт і 305 млн кВт·год, Вухред 72 МВт і 297 млн кВт·год, Мариборскі Оток 60 МВт і 270 млн кВт·год, Фала 58 МВт і 260 млн кВт·год, Вузениця 56 МВт і 247 млн кВт·год, Дравоград 26 МВт і 142 млн кВт·год.